# Twenty Feet from Stardom
Pour plus de détails, voir Fiche technique et Distribution.
Twenty Feet from Stardom (parfois écrit 20 Feet from Stardom) est un film documentaire américain réalisé par Morgan Neville, sorti en 2013. Le titre peut se traduire par « À deux pas de la célébrité » .
Le film est produit par Gil Friesen, un producteur de musique dont la curiosité pour les vies et le quotidien des choristes a inspiré le film. Le film  a reçu l'Oscar 2014 du meilleur film documentaire.

## Synopsis
Le film suit les histoires des chanteuses choristes Darlene Love, Judith Hill, Merry Clayton, Lisa Fischer, Táta Vega et Jo Lawry, entre autres.

## Distribution
Chanteurs et choristes apparaissant dans le film :
- Lou Adler
- Stevvi Alexander
- Patti Austin
- Chris Botti
- Ava Cherry
- Merry Clayton
- Sheryl Crow
- Lisa Fischer
- Judith Hill
- Mick Jagger
- Gloria Jones
- David Lasley
- Jo Lawry
- Claudia Lennear
- Darlene Love
- Lynn Mabry
- Bette Midler
- Janice Pendarvis
- Bruce Springsteen
- Sting
- Táta Vega
- Oren, Maxine et Julia Waters
- Stevie Wonder

Images d'archives
- Ray Charles
- Michael Jackson
- Luther Vandross

## Fiche technique
- Titre : Twenty Feet from Stardom
- Réalisation : Morgan Neville
- Production : Gil Friesen et Caitrin Rogers
- Société de production : Tremolo Productions et Gil Friesen Productions
- Photographie : Graham Willoughby et Nicola Marsh
- Montage : Jason Zeldes, Kevin Klauber et Doug Blush
- Pays d'origine : États-Unis
- Genre : film documentaire
- Langue : anglais
- Durée : 90 minutes
- Dates de sortie :
  -  États-Unis : 17 janvier 2013 (Festival du film de Sundance 2013) ; 14 juin 2013 (sortie nationale)

## Accueil
20 Feet from Stardom a reçu un accueil critique positif presque unanime, affichant un score de 99 % de critiques positives sur Rotten Tomatoes, et de 83/100 sur Metacritic.

## Distinctions

### Récompenses
- Festival international du film de Provincetown 2013 : prix du public
- Festival international du film de RiverRun 2013 : prix spécial du jury
- Festival international du film de Seattle 2013 : Golden Space Needle du meilleur film documentaire

- Black Film Critics Circle Awards 2013 : meilleur film documentaire
- Dallas-Fort Worth Film Critics Association Awards 2013 : meilleur film documentaire
- Houston Film Critics Society Awards 2013 : meilleur film documentaire
- National Board of Review Awards 2013 : top 5 des meilleurs films documentaires
- Phoenix Film Critics Society Awards 2013 : meilleur film documentaire
- San Francisco Film Critics Circle Awards 2013 : meilleur film documentaire

- Critics' Choice Movie Awards 2014 : meilleur film documentaire
- North Texas Film Critics Association Awards 2014 : meilleur film documentaire
- Oscars du cinéma 2014 : meilleur film documentaire
- Independent Spirit Awards 2014 : meilleur film documentaire

### Nominations et sélections
- Festival international du film de Miami 2013
- Festival du film de Montclair 2013
- Festival international du film de San Francisco 2013
- Festival du film de Sundance 2013
- Festival du film de Sydney 2013
- Festival du cinéma américain de Deauville 2013
- New York Film Critics Circle Awards 2013 :  meilleur film documentaire (3e place)

- Independent Spirit Awards 2014 : meilleur film documentaire
- Satellite Awards 2014 : meilleur film documentaire

- British Academy Film Awards 2015 : meilleur film documentaire